# Socialt regnskab
 Der er for få eller ingen kildehenvisninger i denne artikel, hvilket er et problem. Du kan hjælpe ved at angive troværdige kilder til de påstande, som fremføres i artiklen.

Det sociale regnskab udarbejdes med henblik på medarbejderne, deres familier, udstødte grupper og lignende. Der udarbejdes også en strategi for, hvordan firmaet ønsker at tage et socialt ansvar. Det sociale regnskab udarbejdes for, at folk der er tilknyttet til virksomheden kan få det bedre, og på den måde yde et bedre stykke arbejde. Derudover giver det også firmaet et godt ry, hvilket fx potentielle aktionærer kan sætte pris på, og vil måske tiltrække de bedste på arbejdsmarkedet.
Firmaer, som udarbejder et socialt regnskab stræber efter, at de ansatte skal have det så godt som muligt.
Det er frivilligt, om man vil udarbejde et socialt regnskab, hvilket betyder, at det kun er for medarbejdernes, andre interessenters og firmaets image skyld, at man laver det.
Eksterne interessenter, som for eksempel kunder, vil få et bedre kendskab til firmaet, hvilket måske kan betyde, at de har det bedre med at handle med virksomheden.

## Regnskabsprocessen
Der er ikke nogen lovbestemmelser for, hvad et socialt regnskab skal indeholde eller nogle egentlige standarder eller retningslinjer for, hvad man bør tage med. Dog kan man fx igennem HK bestille foldere og guides til, hvad et socialt regnskab bør indeholde.
Før virksomheden udarbejder et socialt regnskab skal de stille sig selv nogle spørgsmål, fx:
- Hvordan ønsker virksomheden at være socialt arrangeret?
- Hvilke mål har firmaet med det sociale engagement?
- Hvordan ønsker virksomheden at rapportere om det sociale engagement?

Typisk vil regnskabsprocessen  været delt op i 7 trin:
1.	Det indledende trin: Virksomheden skal tage stilling til om de lever op til deres egne sociale krav, hvordan det vil styrke dem at udarbejde et regnskab, og hvor mange kræfter og resurser de skal bruge.
2.	Værdigrundlag: Hvordan ønsker virksomheden at vise, at de er sociale, hvad vil de fx tage særlig hensyn til, det kan fx være at virksomheden lægger særlig vægt på fysisk og psykisk trivsel.
3.	Mål: Virksomheden skal her finde ud af, hvad deres mål er, altså hvilket resultat de håber på at opnå med deres sociale tiltag. – Yderligere skal de også vurdere om målene er realistiske.
4.	Strategi: Her skal virksomheden finde ud af, hvordan de har tænkt sig at opnå de ønskede mål, og hvilke resuorser de har til rådighed til at udføre de sociale ændringer.
5.	Handlingsplan: Her skal man tage stilling til, hvem der er ansvarlig for at de forskellige punkter opnås, og bliver integreret i hverdagen og hvordan, og hvornår det skal begynde.
6.	Indikatorer: I dette punkt skal virksomheden tage stilling til, om de har opnået deres egne mål for deres sociale forhold.
7.	Rapportering: Sidste skridt er rapporteringen, hvor det sociale regnskab bliver skrevet.

HK forslår følgende:
Først bør der være en indholdsfortegnelse til at give overblik over rapporten, derefter en ledelsesberetning, hvor ledelsen gør rede for, hvorfor virksomheden arrangere sig socialt.
Derefter bør rapporten indeholde nogle basisoplysninger og en generel præsentation af virksomheden.
Så bør rapporten indeholde et afsnit om, hvad det betyder for virksomheden, at de er socialt arrangerede, og en beskrivelse af deres langsigtede forventninger.
Derefter bør der være et afsnit om den sociale indsats firmaet har lavet i regnskabsperioden, den kan blandt andet indeholde en beskrivelse af den udvikling firmaet forhåbentlig har haft, hvad udgangssituationen var, og hvad resultatet er blevet, og også hvilke erfaringer virksomheden har haft i perioden. De bør også skrive om deres fremtidige forventninger for et bedre socialt arbejdsmiljø, og hvad de har tænkt sig at forbedre i de kommende år.
Til sidst skal virksomheden gøre rede for deres oplysninger, det kan fx være med tal og diagrammer, som understøtter de oplysninger, som firmaet har beskrevet i rapporten.
Regnskabet udarbejdes af firmaets ledelse. Ledelsen skal arbejde tæt sammen med de ansatte (og de andre interessenter) i virksomheden, når de indsamler oplysninger, og når de skal konkludere, hvordan tiltagne har hjulpet.
Når rapporten er udarbejdet kan ledelsen få en revisor til at give rapporten en revisorpåtegnelse. Da det ikke er lovpligtigt at udarbejde et rapport, er det heller ikke lovpligtigt at have en revisorpåtegnelse, men mange ser en revisorpåtegnelse som et kvalitetsstempel, hvilket kan være medvirkende til at firmaet får et bedre image.
Når regnskabet til sidst er udarbejdet, skal det offentliggøres. Den typiske måde er at sende regnskabet til Erhvervs- og Selskabsstyrelsen, hvor offentligheden så kan få fat på det. En anden almindelig metode er at lægge regnskabet på firmaets hjemmeside, hvilket er det første sted de fleste kigger, når de søger oplysninger om firmaet.
Hvis firmaet har haft en enestående fremgang, eller taget et usædvanligt godt initiativ har de også chancer for at få lidt gratis PR, hvor de enkelt stående tiltag fx får en artikel i avisen, eller et nyhedsspot i fjernsynet.

## Eksterne links
- HK info om sociale regnskaber Arkiveret 28. august 2006 hos  Wayback Machine
- HK's rapport om sociale regnskaber Arkiveret 28. august 2006 hos  Wayback MachinePDF fil
- HK's pjece om sociale regnskaber Arkiveret 27. september 2007 hos  Wayback MachinePDF fil